# André Goffeau
André Goffeau, né le 26 janvier 1935 et mort le 2 avril 2018, est un ingénieur agronome belge.
Diplômé de l'université catholique de Louvain en ingénierie agronomique en 1956 et docteur en sciences botaniques de la même institution en 1964, il y a fait toute sa carrière.
Au cours de sa carrière scientifique, il s'est essentiellement consacré à l'étude de protéines membranaires de la levure, à savoir la pompe à proton de la membrane plasmique et les transporteurs ABC. Il est célèbre pour avoir été pionnier du séquençage génomique en ayant dirigé le premier séquençage d'un organisme eucaryote entier, la levure Saccharomyces cerevisiae.
Il a reçu en 1990 un Prix quinquennal du FNRS.